# Château de Trachselwald
Le château de Trachselwald, appelé en allemand Schloss Trachselwald, est un château situé sur le territoire de la commune bernoise de Trachselwald, en Suisse.

## Histoire
Mentionné pour la première fois en 1131, le château appartient successivement aux barons de Trachselwald, puis à ceux de Rüti bei Lyssach, puis enfin à ceux de Sumiswald qui le vendirent, avec la seigneurie liée, à la ville de Berne qui l'utilisa comme siège baillival en 1408 pour le bailliage de Trachselwald, puis comme siège du tribunal de district au XIXe siècle. Pendant cette époque, le château fut largement transformé : d'un simple donjon flanqué d'un logis attenant, le bâtiment fut agrandi au cours du XVIe siècle et du XVIIIe siècle.
Une partie du bâtiment fut aménagée en prison : c'est ici que furent en particulier emprisonnés Niklaus Leuenberger, chef de la révolte paysanne de 1653, ainsi que plusieurs anabaptistes.
Le château, totalement rénové entre 1954 et 1956, est inscrit comme bien culturel d'importance nationale. Il est aujourd'hui inoccupé, mais peut être loué pour des manifestations privées.

## Source
- (de) Cet article est partiellement ou en totalité issu de l’article de Wikipédia en allemand intitulé « Schloss Trachselwald » (voir la liste des auteurs).